# 殘碎斑晶

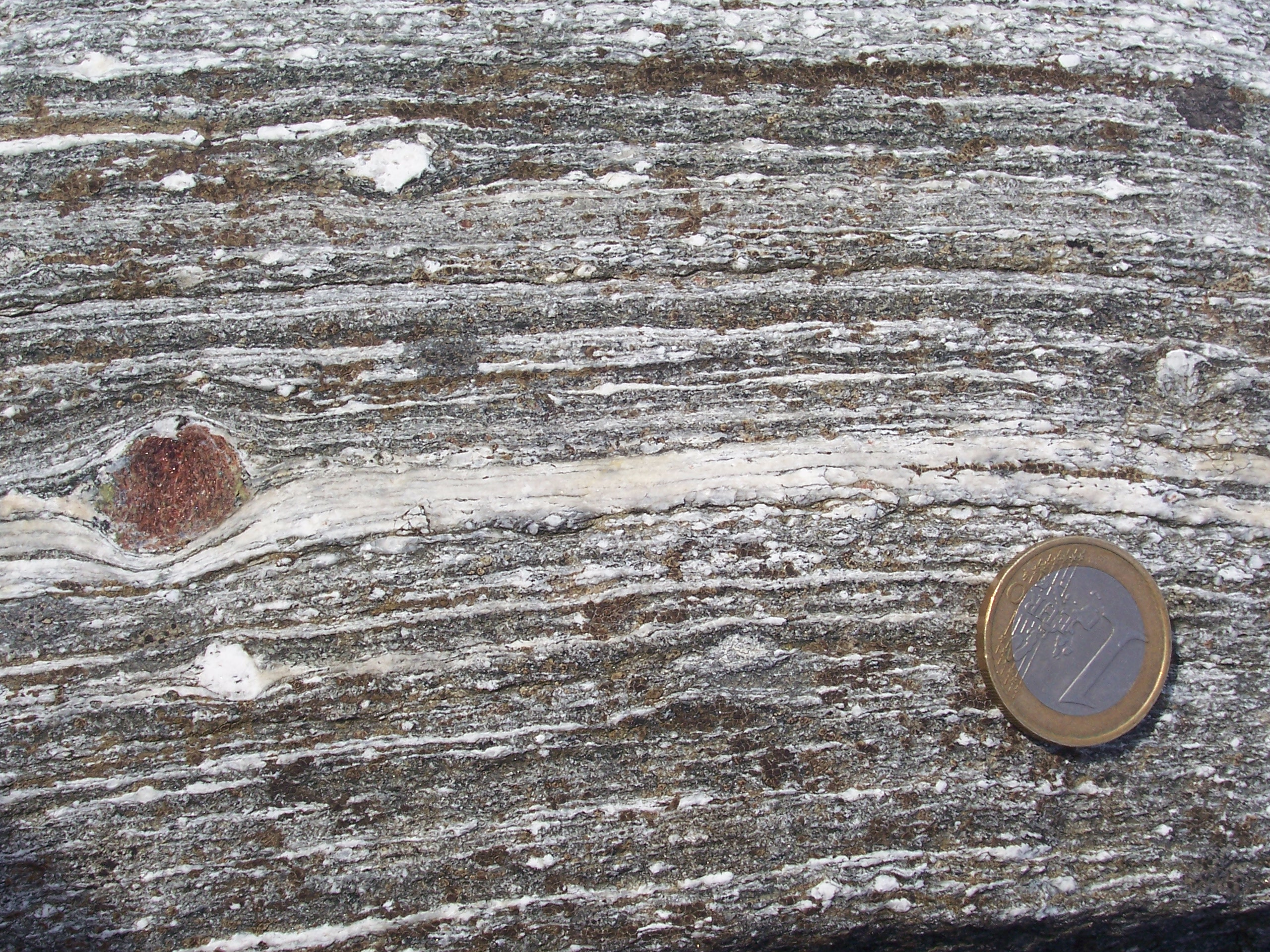
一個角闪岩糜稜岩顯示多顆旋轉
殘碎斑晶:左側紅色顆粒是石榴石，衆多小的白色顆粒是長石，產自挪威。

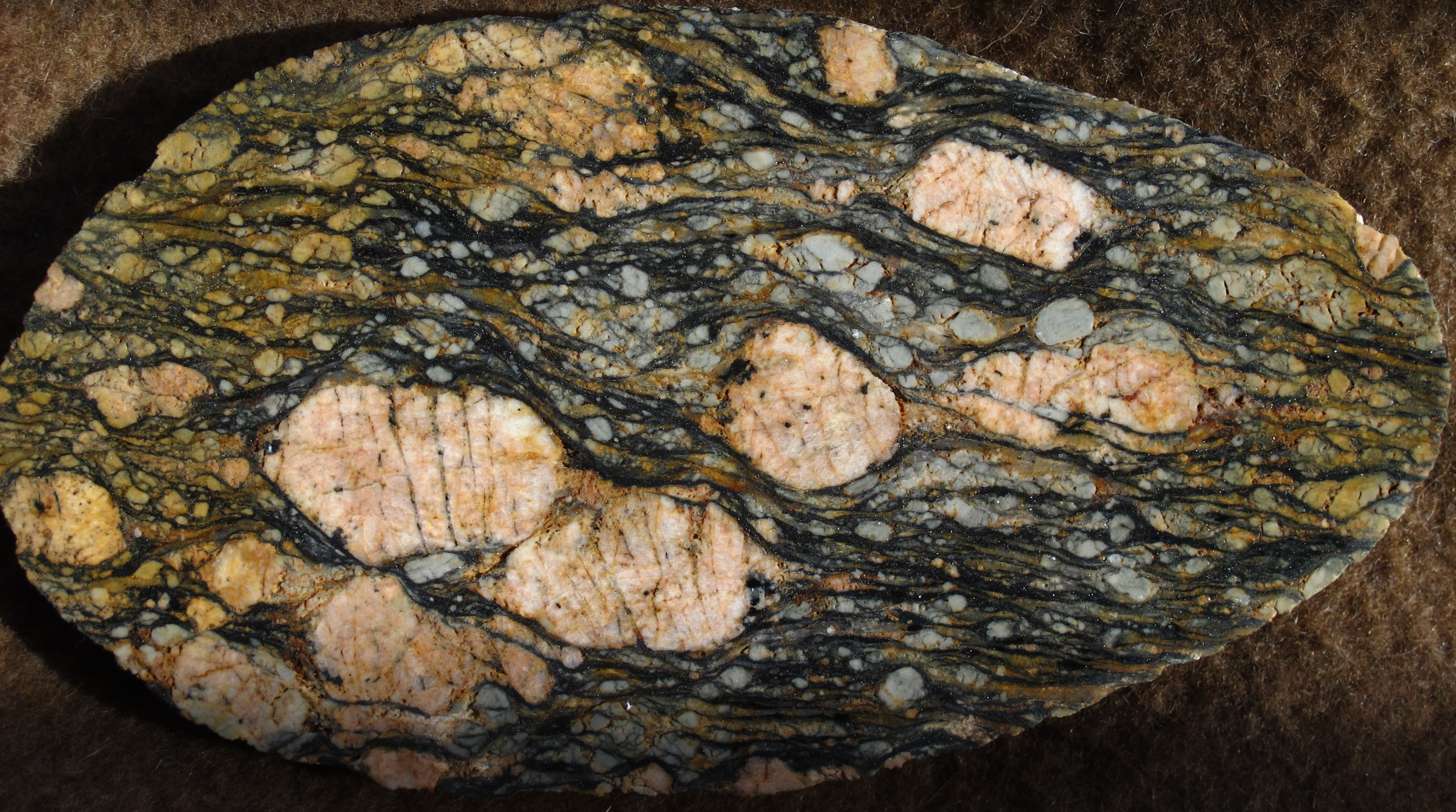
來自挪威Røragen附近的奧根糜棱岩。這種變形的巨晶花崗岩具有大的鹼性長石和小的斜長石殘碎斑晶。樣品18 cm x 10 cm。許多較大的斑碎屑有清晰的 σ 型幾何形狀，與圖上部由左到右的剪切力一致。

殘碎斑晶（英語：porphyroclast），
是指變質岩中，被細粒基質環繞著的大顆粒礦物碎屑。 它是在基質再結晶之前的原始岩石的碎片，比基質形成更早。它們是原始岩石中更堅固的碎片，不易變形，因此不會受到重結晶的影響。
它們可能是原始岩石中的斑晶或斑状变晶。
殘碎斑晶經常與斑状变晶混淆。後者也是在較細基質中的大晶體，但它們的生長可在基質變質過程中或之後期間形成。斑状变晶形成的時間可以根據其微觀結構例如包裹體（变嵌晶poikiloblasts）的來確定。
在強烈變形的岩石中，殘碎斑晶經常受剪切應力而旋轉。它們的形狀可用於鑒定剪切的方向。